# Cantó de Cloyes-sur-le-Loir
El cantó de Cloyes-sur-le-Loir és un cantó francès del departament d'Eure i Loir, situat al districte de Châteaudun. Té 15 municipis i el cap és Cloyes-sur-le-Loir.

## Municipis
- Arrou
- Autheuil
- Boisgasson
- Charray
- Châtillon-en-Dunois
- Cloyes-sur-le-Loir
- Courtalain
- Douy
- La Ferté-Villeneuil
- Langey
- Le Mée
- Montigny-le-Gannelon
- Romilly-sur-Aigre
- Saint-Hilaire-sur-Yerre
- Saint-Pellerin

## Història
| Data d'elecció                           | Identitat         | Partit                     | Qualitat |
| ---------------------------------------- | ----------------- | -------------------------- | -------- |
| 1945-1951                                | Albert de Schonen | Divers droite              |          |
| 1951-19..                                | M. Hervé          | radical                    |          |
| 19..-195.                                | M. Mérillon       | radical                    |          |
| 195.-1976                                | M. Dourdan        | RI                         |          |
| 1976-1989                                | Raymond Maulny    | MRG, després divers droite |          |
| 1989-1999                                | Hubert Quentin    | RPR                        |          |
| 1999-                                    | Claude Térouinard | divers droite, després UMP |          |
| les dades anteriors no són pas conegudes |                   |                            |          |
|                                          |                   |                            |          |

## Demografia
| A partir de 1990: Població sense dobles comptes |